# Magánélet világturné
A Magánélet világturné (eredeti címén: The Worldwide Privacy Tour) a South Park című amerikai animációs sorozat 321. része (a 26. évad 2. epizódja). Elsőként 2023. február 15-én sugározták az Egyesült Államokban a Comedy Central műsorán. Magyarországon szinkronosan 2023. május 15-én szintén a Comedy Central mutatta be.
Ebben az epizódban Harry herceget és Meghan Markle-t figurázzák ki, akik a magánéletük tiszteletben tartását követelik mindenkitől, miközben ők maguk keresik a feltűnést. Emellett a személyes brand építésével kapcsolatos fricskák is megjelennek.

## Cselekmény
Ike hónapok óta minden este zokogva nézi a számítógépen a kanadai királynő temetését, emiatt Kyle nem tud a többiekkel együtt játszani egy online játékot, akik közben már szintet is léptek, és hanyagolni kezdik őt. Butters azt javasolja neki, hogy építse ki a személyes brandjét, úgy, ahogy vele is megtörtént, és ez megoldja a gondjait. El is mennek a Pöcögtető nevű céghez, ahol Mr. Davis különféle brandeket talál ki neki, melyek mindegyikében közös elem, hogy "áldozatnak" is kell lennie.
Kanada hercege és felesége, akiket kivetett magából a monarchia, világ körüli turnéra indulnak, ahol a herceg a saját könyvét népszerűsíti, és nem mellékesen nagy hanggal követelnek maguknak magánéletet. Miután az egész világot bejárták, South Parkban telepednek éle, éppen a Broflowski-házzal szemközt. Habár folyamatosan azt hangoztatják, hogy magánéletet akarnak, amit mindenkinek tiszteletben kell tartania, az állandó hangoskodásuk felidegesíti Kyle-t, aki emiatt szól nekik. Ők válaszul azt mondják neki, hogy joguk van a magánélethez.
Kyle próbálja elmondani a barátainak a dolgot, magát áldozatként beállítani, de őket egyáltalán nem érdekli az egész, és ezt a tudtára is hozzák. Új brandet kap a Pöcögtetőben, aminek az a lényege, hogy semmin nem húzza fel magát. Amikor hazaér, azt látja, hogy az ajtaja tele van ragasztva újságcímoldalakkal, amiken a herceg és felesége láthatóak, ő viszont nem vesz róla tudomást. A hercegnő ezt az ignorálást inzultusnak veszi és magát áldozatként állítja be a férje előtt, aki ezért bosszút akar állni. Hiánba provokálja Kyle-t, rá sem reagál semmit.
Másnap Kyle sokkal pozitívabb attitűddel érkezik az iskolába, ami imponál a többieknek is, ám megdöbbenve hallja, hogy Bebe épp laposra veri Butterst. Mint kiderül, Butters az erős és magabiztos attitűdöt úgy értelmezte, hogy csúnyán beszélhet a nőkkel. Kyle visszaviszi őt a Pöcögtetőbe, ahol már ott van a herceg és a hercegnő is. Korábban ugyanis ők is így építették ki a saját brandjüket. Kyle közli Mr. Davisszel, hogy mindennek az oka épp a brandépítés, mert ezzel csak olyan személyiséget alakítanak ki, amely a nyilvánosság számára kiárusítható, és nem olyat, ami tényleg olyan, mint önmaguk. Ez meggyőzi a herceget is arról, hogy fogja vissza a szereplési vágyát, de a feleségét, akit úgy ábrázolnak, mintha belülről teljesen üres lenne, nem, így őt otthagyja a Pöcögtetőben.
Az epizód végén Ike ismét a temetést nézi, de Kyle-t már nem zavarja, hanem megérti, hogy öccsének ez mit jelent, és hogy ez nem befolyásolja a megítélését a barátai előtt. Ők el is jönnek érte, és elviszik kosárlabdázni, hogy az elmúlt napok eseményei után egy kicsit kikapcsolódjon. Csatlakozik hozzájuk a herceg is, aki azonban nem a labdával játszik, hanem a dobfelszerelésén.

## Fordítás
- Ez a szócikk részben vagy egészben  a   The Worldwide Privacy Tour című angol Wikipédia-szócikk ezen változatának fordításán alapul.  Az eredeti cikk szerkesztőit annak laptörténete sorolja fel. Ez a jelzés csupán a megfogalmazás eredetét és a szerzői jogokat jelzi, nem szolgál a cikkben szereplő információk forrásmegjelöléseként.